# Kitarō Nishida
Pour les articles homonymes, voir Nishida.
Kitarō Nishida (西田 幾多郎, Nishida Kitarō, 1870 - 1945) est un philosophe japonais, père spirituel du mouvement philosophique École de Kyōto. Dans le contexte politique de l'ère Taishō, marqué par la recherche d'une nouvelle identité nationale, Nishida élabore, avec la rigueur de la philosophie occidentale et à partir des spiritualités orientales une « philosophie japonaise » originale, qui s'inscrit dans la sensibilité nippone et reste d'une grande actualité au XXIe siècle.
Il laisse une œuvre immense, connue principalement pour sa métaphysique mais abordant bien d'autres domaines, qui restent encore à explorer. Les recherches concernant son œuvre tiennent une place importante au Japon et montrent, à travers la bibliographie des traductions et des commentaires, un intérêt constant en Asie, Europe et Amérique du Nord.

## Biographie
« Nishida assis en méditation montre la quiétude infinie assise dans un présent éternel, alors que ses mouvements frénétiques montrent le dynamisme infini montant des profondeurs de la vie elle-même. Il était cette auto-identité de la contradiction des deux aspects. »

— Keiji Nishitani (disciple direct de Nishida)
Issu d'une vieille famille de l'aristocratie guerrière, Nishida a passé une enfance privilégiée. Sa mère, Tosa, lui a transmis une éducation bouddhiste. Il demande à plusieurs reprises à son père, Yasunori, de fréquenter une école secondaire à Kanazawa, mais il repousse sa demande de crainte que cela ne l'éloigne de la charge au bureau de la mairie à laquelle il espère que son fils lui succède. Lorsqu'il accède finalement aux requêtes du jeune Nishida pour l'école secondaire, sa constitution fragile le contraint finalement à prendre des leçons privées.

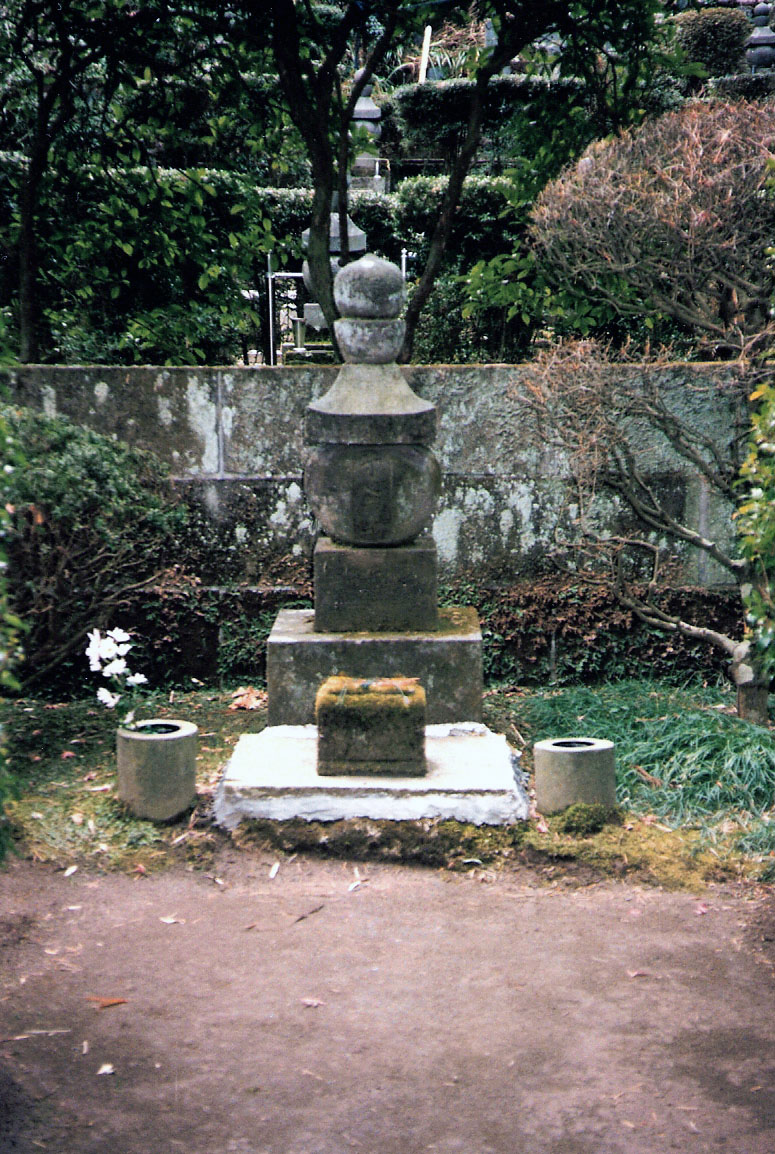
Tombe de Kitarō Nishida à Kamakura

De 1886 à 1890, Nishida fréquente ensuite une autre école, l'Ishikawa Semmongakkō. En réaction au contenu politique de l'enseignement qu'il désapprouve, Nishida pratique une forme de résistance passive, qui est sanctionné d'un redoublement pour « mauvais comportement » et le conduit à quitter à nouveau l'école.
En 1891, il commence à étudier la philosophie à l'Université impériale de Tokyo. Il est contraint de suivre un cours de mise à niveau en raison de son manque de diplôme d'études secondaires, ce qu'il vit comme une humiliation et le conduit à se replier de plus en plus sur lui-même. Toutefois, l'arrivée de Raphael von Koeber en 1893 à l'université le conduit à se familiariser avec la philosophie grecque et européenne médiévale ainsi qu'avec les œuvres de Schopenhauer. Dans le cours de littérature allemande de Karl Florenz, il a pour camarade l'écrivain Natsume Sōseki. Il termine ses études peu avant le déclenchement de la Première guerre sino-japonaise avec un travail sur David Hume.
En mai 1895, Nishida épouse sa cousine Tokuda Kotomi, avec laquelle il a huit enfants, dont certains meurent toutefois en bas âge. En 1896, il devient enseignant dans son ancienne école de Kanazawa. L'année suivante, il commence à apprendre la méditation zen, probablement inspirée par son camarade de classe et ami D.T. Suzuki. En août 1897, au cours de son séjour dans le temple Taizo-in à Kyōto, qu'il a visité au cours d'une retraite de méditation zen, son professeur Hōjō Tokiyoshi lui offre un emploi au lycée de Yamaguchi, qu'il accepte sans hésitation.
Remarqué pour son Essai sur le bien, il reçoit une offre proposé en 1910 un poste à l'Université impériale de Kyōto. Nishida y développe sa philosophie qui sera le fondement de l'École de Kyōto. Il prend sa retraite en 1928, mais continue de travailler à développer sa philosophie.
L'ère Taishō (1912-1926) favorise la recherche d'une nouvelle identité japonaise selon le mot d'ordre « âme japonaise, technique occidentale » (wakon yōsai) et développe le tennôcentrisme impérialiste. Nishida est impliqué dans les débats politiques de cette période mais se désolidarise des intellectuels populistes qui avaient influencé sa jeunesse lorsqu'ils développent l'« ultranationalisme »,. En 1936, Nishida est associé au « Comité pour la réforme de l'éducation » et s'en retire rapidement ; en 1937, à la demande du gouvernement militaire, il écrit un essai pour la Conférence de la Grande Asie de l'Est ; en 1940, il reçoit l'Ordre culturel japonais. Il perd un fils dans le cadre de la guerre avec la Russie et condamne militarisme, totalitarisme et impérialisme.
Nishida décède le 7 juin 1945 à Kamakura d'une maladie des reins. Sa tombe est située dans le cimetière du temple Zen Tokei-ji.
À Kyōto, il est encore possible de parcourir le chemin qu'empruntait Kitarō Nishida tous les jours pour sa méditation quotidienne.

## L'intellectuel et l'écrivain

### Portrait intellectuel et culturel
« Parler aux cieux silencieusement.
Avancer silencieusement avec les cieux. »

— Vers chinois inscrits par Nishida sur un shikishi
Nishida est tout au long de sa vie un insatiable lecteur, sa bibliothèque personnelle renfermant plus de 2 325 livres en langues occidentales, 561 en japonais et 886 en chinois (qu'il lit dès l'enfance), ouvrages de philosophie et de sciences. Ses premiers ouvrages contiennent un foisonnement de citations, utilisant différentes langues (français, latin, allemand, grec, chinois), d'auteurs qu'il lit dans leur langue d'origine (sa carrière universitaire commença comme professeur d'allemand à l'université de Tokyo). Ses lectures lui fournissent un pré-texte, une idée, dont il se sert ensuite pour démontrer que les oppositions rencontrées chez un auteur ou entre différents auteurs ne sont qu'apparentes et qu'une unification est possible
C'est la philosophie occidentale qu'il travaille et enseigne ensuite à l'université de Kyôto : principalement l'histoire de la philosophie, la logique, l'épistémologie, la théorie de la connaissance, et dans une moindre mesure, la religion, l'esthétique et la morale (ces derniers domaines n'étant alors que récemment identifiés comme tels au Japon). Il lit Bergson, correspond avec Rickert et Husserl (qu'il fait connaître au Japon) et se tient au courant de la recherche philosophie en Allemagne par l'intermédiaire de plusieurs de ses étudiants, qui rencontrent en particulier Heidegger,. Lui-même, cependant, ne quitte jamais le Japon.
Il apparaît également comme un « mathématicien manqué » : c'est en effet après avoir envisagé des études universitaires en mathématiques qu'il choisit de s'orienter vers le département de philosophie de Tôkyô, où il bénéficie d'un enseignement général en philosophie, lettres et sciences. Il entretint cependant toute sa vie avec le monde scientifique des relations qui nourrissent, avec ses lectures (Bridgman, Cantor, Einstein, Planck, Poincaré...) sa réflexion épistémologique, et « les idées mathématiques ne cessèrent de traverser et inspirer sa philosophie ». Interrogé par le gouvernement, il propose ainsi d'inviter au Japon Albert Einstein comme penseur occidental le plus éminent et participe à sa réception à l'université de Kyôto en décembre 1922 dans une rencontre qui fut très stimulante par ses implications philosophiques.
Nishida pratique la méditation assise (zazen), et il aurait expérimenté l'éveil avec son maître Setsumon Genshō à partir d'un kōan sur le vide ou néant 無 (mu). Le bouddhisme du Grand Véhicule (avec les écoles Kegon, Terre pure, Zen) marque sa pensée avec Dōgen et Nāgārjuna. qu'il cite parfois, avec aussi le confucianisme, le taoïsme, le shintō. Nishida est ainsi à la fois l'un des plus éminents philosophes émergents du Japon de cette époque, et l'un des derniers « monuments » de la culture sino-japonaise classique. Ces influences orientales restent pourtant souterraines et les références explicites sont rares, et certains raisonnements nécessitant l'éclairage du Zen ou de l'école Kegon peuvent être difficilement accessibles au lecteur occidental.
Pendant l'ère Meiji, le rejet des religions traditionnelles antérieures est présenté comme l'essence de la modernité. Cependanrt le bouddhisme reste le socle mental de nombreux intellectuels, et le bouddhisme connaît malgré tout un vif développement de sa pensée. C'est dans ce contexte que Nishida, comme Natsume Soseki, considère que le bouddhisme est capable de rivaliser avec le christianisme. Dans le zen, D. T. Suzuki met en avant la recherche d'une « fusion de soi et du cosmos » et l'exaltation du vivant, thèmes que Nishida reprendra.
Il éprouve un intérêt réel pour les arts en pratiquant la calligraphie et composant des poèmes. Il s'intéresse aux écrits de Konrad Fiedler, mais l'art ne constitue jamais une véritable discipline philosophique. Sa pensée politique fut influencée dans sa jeunesse par celles des populistes Tokutomi Sohō et Chōmin Nakae, qu'il condamne cependant par la suite en prenant ses distances avec l'ultranationalisme. Un courant dissident se forma au sein de l'École de Kyōto reprochant à Nishida le caractère « bourgeois » de sa pensée philosophique.

### La langue, le style
« Certes, lire et penser sont essentiels, mais il me semble que c'est dans et par l'écriture que nous organisons et clarifions notre pensée (1909).
Il semblerait (...) que les gens ne comprennent pas ce que j'écris. En réalité, j'écris pour structurer ma propre pensée, pas dans le but que les gens me lisent (1926),. »

— Kitarô Nishida - Deux lettres à ses étudiants
Le style de Nishida est intrinsèquement lié à sa pensée et décourage parfois les commentateurs qui le présentent « comme un phénomène ponctuel bizarre dont les circonvolutions sont absconses », certains évoquant « un foisonnement de redondances, de raisonnements elliptiques, de changements abrupts, de comparaisons suspendues »... Il procède par circonvolutions, mais reste extrêmement logique, précis et clair. « sa pensée (...) explore tous les possibles sans jamais perdre de vue ses buts ». La remarque générale, plus lyrique, de Bernard Stevens à propos de ces œuvres philosophiques « très japonaises, où, à force de méditer sur la chose, dire la chose, on devient la chose, sujet et objet vibrant ensemble » est particulièrement représentative de l'écriture de Nishida, qui déclarait « écrire en pensant et penser en écrivant », surtout pour les essais de sa deuxième période, plus métaphysiques, « unification de mots et d'idées qui se réajuste sans cesse ».
Dans l'enfance de Nishida, seul le chinois classique est enseigné à l'école primaire, et il ne reçoit d'enseignement du japonais qu'au lycée. Comme de nombreux japonais ayant reçu cette éducation, mal à l'aise dans leur propre langue écrite, il s'inscrit dès le début de son parcours universitaire dans un mouvement d'unification de la langue parlée et de la langue écrite, qui lui permet de transmettre les méandres de sa pensée encore en formation. Nishida fournit dans cinq courts essais concernant « l'accord du style parlé et de la langue écrite » quelques indications sur sa manière de rédiger dans ce style parlé (genbun'itchi).
Le système philosophique de Nishida s'appuie sur les caractères propres à la grammaire japonaise, marquée par la spatialité et la « figurabilité », plutôt que sur les grammaires hollandaise et anglaise exprimant les systèmes occidentaux. La grammaire japonaise lui permet par l'usage de particules casuelles d'exprimer le jugement de subsomption dans la « logique du lieu » 場所 (basho). Le mode de connaissance subsomptif est ainsi situé dans le « lieu » de la conscience : l'accent est par là mis sur la spatialité du prédicat, développant une « logique prédicative » qui n'a pas d'équivalent dans la phrase occidentale,.
Hideo Kobayashi, critique littéraire, qualifie cependant les formules de Nishida de « système bizarre » et Yûjirô Nakamura explique ce sentiment par un certain isolement du philosophe, engendrant un « système qui, sans pouvoir être écrit en japonais, ne peut l'être non plus en langue étrangère ». Une raison plus profonde serait que Nishida tente d'exprimer sur le mode occidental du sujet (noème) une pensée orientale du prédicat (noèse) : ce système serait ainsi né d'une tentative de faire violence à la langue japonaise pour la transcrire dans un langage à l'occidentale.
Nishida commence à élaborer le vocabulaire de sa philosophie dès la première période, mais c'est dans la deuxième qu'il le développe réellement. Le style parlé (genbun'itchi) s'oppose au style écrit classique et permet à Nishida de créer de nombreux néologismes à partir des caractères chinois, qui vont au-delà de la seule assimilation des concepts de la philosophie occidentale. Ce style moderne atteignit son plein développement dans les années 1920 sous l'influence des théories littéraires occidentales et recèle en effet un potentiel d'expression important qui lui offre ainsi une liberté d'expression plus grande que les styles classiques. Il développe une syntaxe qui lui est propre en déconstruisant la langue classique et en créant de nouvelles structures syntaxiques incorporant des terminaisons verbales aujourd'hui désuètes et la compréhension de ce nouveau vocabulaire nécessite donc aujourd'hui une connaissance approfondie des linguistiques chinoise et japonaise pour interpréter certaines combinaisons de caractères.

### Trois périodes créatrices
« Ayant aperçu une faible lueur dans une sombre nuit, je me suis tout au plus avancé dans un champ d'épais taillis. Il y a aussi des endroits où je me suis trouvé à des carrefours et où j'ai erré dans des labyrinthes. »

— Kitarô Nishida, Préface à Auto-éveil - la système des universels
Les exégètes de Nishida s'accordent généralement pour distinguer trois périodes dans le développement de sa philosophie, marquées par la publication de ses principaux ouvrages ou recueils d'essais. Seuls sont mentionnés ici les ouvrages traduits en français, présents dans la bibliographie.
- 1911 - 1923 : Nishida initie une philosophie originale dans une série d'essais dits « épistémologiques », il explore les concepts d'expérience pure, d'intuition, de réflexion, mais en se démarquant de la simple importation de la philosophie occidentale, et initie la notion d'auto-éveil[32],[33]. Les écrits de cette période ont une teneur épistémique, psychologique, dialectique. La lecture d' Essai sur le bien, essai « plein de verve plus que de raison »[21], est quasi-obligatoire pour les lycéens et étudiants littéraires des années 1930[34].

Publications : Essai sur le bien - Compréhension logique et compréhension mathématique - Art et morale
- 1923 - 1933 : C'est la période d'approfondissement de sa pensée et de l'édification de son propre système philosophique, et les essais restent de nature épistémologique mais également phénoménologique et métaphysique.

Publications : De ce qui agit à ce qui voit - Auto-éveil. Le système des universels - La détermination du néant marquée par l'auto-éveil - Problèmes fondamentaux de la philosophie I - La dialectique de Hegel vue depuis ma position - La science expérimentale
Autre texte important de cette période, très difficile, souvent cité mais non traduit en français : Intuition et réflexion dans l'auto-éveil 自覚に於ける直観と反省 (Jikaku-ni okeru chokkan to hansei) (1930)
- 1933 - 1945 : Nishida précise sa position philosophique avec des textes plus spéculatifs, méditatifs, dégageant une originalité propre à la « philosophie japonaise », l'influence de la pensée orientale (bouddhisme, confucianisme, taoïsme, shintoïsme) y reste le plus souvent souterraine. Il aborde également différents domaines annexes : la culture, la politique, les sciences, la religion, le langage.

Publications : Logique du lieu et vision religieuse du monde - La culture japonaise en question

## Philosophie
« Si nous avons essayé de présenter ici la philosophie de Nishida, ce n'est pas pour exporter un nouveau produit de la culture japonaise. C'est pour faire participer à un jeu universel appelé philosophie. L'importance donnée par Nishida au corps, au néant, au lieu, au prédicat, n'est-elle vraiment que le reflet d'une civilisation particulière de l'Asie ? Voilà à quoi nous devons tous réfléchir. D'autre part, il nous faut encore approfondir les rapprochements de la philosophie nishidéenne avec celle des philosophes occidentaux (...) Sans l'étude de ces rapprochements, nous ne pourrions saisir en quoi exactement consiste l'originalité de Nishida »

— Ôshima Hitoshi, La logique chez Nishida Kitarô

### Les concepts fondamentaux
La pensée de Nishida évolue dans le sens d'un approfondissement constant, sans ruptures. Cette section retrace les différentes étapes de son évolution dans une perspective linéaire et généalogique, en présentant les principaux concepts successifs.

#### L'expérience pure
« Voir, c'est pour le moi entrer dans le monde des choses et y agir : c'est penser et agir en devenant la chose. Lorsqu'on voit une fleur, on est une fleur »

— Kitarô Nishida
Le premier ouvrage majeur de Nishida, Essai sur le bien (1911), est un essai philosophique destiné à un large public par lequel il se propose d'établir qu'il y a un principe identique au fond des choses et au fond de la conscience de l'homme : « l'unité de l'esprit et de la nature, du sujet et de l'objet, c'est cela Dieu (...) Brahman et Atman sont une seule divinité ». Ce principe trouve ainsi son origine dans la tradition indienne puis chinoise, mais l'approche de Nishida fait intervenir la méthode philosophique occidentale et la culture d'extrême-orient. Il présente sa théorie de l'unification comme phénomène fondamental de la réalité pour introduire la notion d'« expérience pure » 純粋経験 (junsui-keiken) par l'oubli du soi. C'est une notion originale à son époque, qui désigne la réalité perçue sans différenciation du sujet et de l'objet, dans une fusion parfaite de la volonté et de la connaissance, « préalablement à toute construction heuristique, conceptuelle ou herméneutique ». C'est une notion fondamentale qui « représente la seule réalité vive et active qui doit constituer le seuil de l'investigation philosophique ».
L’œuvre d'artiste est présentée comme exemple de l'expérience pure 純粋経験 (junsui-keiken), qui « apparaît comme le secret technique de l'art, voire comme l'esprit même de l'art » : « Le véritable esprit, profond et universel, est l'acte lui-même de l'univers, complètement uni à la vérité universelle. Il se manifeste par exemple dans l'inspiration d'un artiste. » Nishida revient sur l'unité du corps et du mental chez l'artiste dans un ouvrage important de cette première période, Art et morale. Dans Essai sur le bien, Nishida illustre la théorie de l'unification : « Dans l'expérience pure, l'homme rejoint un état adamique, sans séparation avec la chose (...) et dans chacun de nos regards scintille la nostalgie du Jardin d'Eden dans lequel le regard était la chose ». Chaque regard que le moi porte sur une chose est l'occasion d'une prise de conscience de la chute, et la nostalgie de l'état unifié est la force qui nous pousse à nous unifier à nouveau, dans un processus dialectique. Nishida illustre ce processus par le cas de l'enfant : la conscience primordiale du nouveau-né a une unité chaotique, désordonnée, confuse où l'éducation va introduire la pensée analytique, et sa subjectivité unifiante ainsi constituée se développera dialectiquement en opposition à l'objectivité du monde.
Dans cette spéculation de l'absolu d'un « Paradis perdu » Nishida introduit la notion de Dieu en utilisant un terme du shintoïsme 神 (kami) désignant une divinité. L'unification du sujet et de l'objet, ou du « moi » et de la « chose », correspond alors à celle de 神 (kami) et du « monde ». L'utilisation de ce terme par un philosophe japonais peut surprendre, mais il correspond à une tradition japonaise de syncrétisme entre les divinités, le Dieu des philosophes et Bouddha : kami désigne ainsi le « Bouddha infini ou Dieu ». Nishida évoque Nicolas de Cues pour qui Dieu est la négation totale de tout, formule qu'il complétera dans son dernier ouvrage majeur, son « testament philosophique », Logique du lieu et vision religieuse du monde : comme Bouddha, « Dieu existe en ce monde en tant que négation de soi ».

#### L'unification
« Toutes choses retournent à l'unité ; où cette dernière retourne-t-elle ? »

— Kôan du bouddhisme Zen
L'expérience pure fait émerger la réalité la plus fondamentale dans la dialectique de l'unification, et à ce niveau, la conscience ne s'oppose pas problématiquement au monde puisqu'elle est la réalité même reprise et développée dans Intuition et réflexion dans l'auto-éveil 自覚に於ける直観と反省 (Jikaku-ni okeru chokkan to hansei). L e but à ce moment, dans cet ouvrage, est « expliquer l'union de la valeur et de l'existence, du sens et du fait ».
Michel Dalissier souligne que l'unification est en marche dans l’œuvre même de Nishida. Elle ne caractérise pas seulement sa pensée, mais également sa démarche, recherchant dans les concepts des philosophes qu'il invoque (Rickert, Bergson, Fichte) une activité unifiante. Plus tard, il tentera de développer cette démarche unificatrice de ses références dans une « philosophie de la philosophie » où se déploierait la pensée philosophique.
Jacynthe Tremblay liste les nombreux thèmes dont Nishida estime que ces auteurs occidentaux les ont distingués de façon trop tranchée, et qu'il cherche à unifier, comme Intuition et réflexion dans l'auto-éveil, par l'éveil à soi : sujet et objet, valeur et être, signification et faits, forme et matière, universel et particulier, jugement et concept, qualité et relation, logique et mathématiques, logique et psychologique, connaissance et volonté, mécanisme et vitalisme, esprit et corps, egressus et regressus, repos et mouvement, passé et futur, être et non-être, soi individuel et vaste soi.

#### L'éveil à soi
Sauf exception signalée par une référence explicite, l'essentiel de cette section est une synthèse d'extraits de deux ouvrages, de Jacynthe Tremblay, et Michel Dalissier,)
La notion d'« éveil à soi » ou « auto-éveil » 自覚 (jikaku) est le point de départ de Intuition et réflexion dans l'auto-éveil (1917) et marque une orientation de la pensée de Nishida vers l'épistémologie. Cette notion est développée par Nishida à partir d'une synthèse entre la durée pure de Bergson et le logicisme de Rickert sur la base d'un sens nouveau donné à Fichte, et prolonge sans rupture la notion d'expérience pure : « l'auto-éveil est l'agir par lequel le soi devient vraiment actuel au sein de la réalité » par une synthèse entre ces deux termes : Réflexion et Intuition.
Nishida introduit ainsi ces deux notions : « l' intuition 直覚 (chokkaku) est la progression continuelle de la réalité effective telle quelle, dans laquelle le connaissant et le connu sont un, et non encore divisés comme le sujet et l'objet. La réflexion 反省 (hansei) est la conscience qui se dresse hors de cette progression, se retourne et la regarde « réflexion faite » ». L'expression « Réflexion faite » (hirugaette) utilisée par Nishida pour désigner l'acte fondamental de la réflexion correspond à une réflexion achevée, au passé, à la « conscience d'avoir vu cela » en se dressant « hors de la progression » selon encore les termes même de Nishida.
Mais connaître est penser, la connaissance est une activité d'unification des contenus de la conscience, et refléter la conscience passée consiste en fait à la construire.
La notion d'auto-éveil, où le soi fait de sa propre activité un objet de sa réflexion (« l'auto-éveil, c'est le soi qui se voit en soi »), permet d'élucider les relations entre l'intuition et la réflexion : c'est le connaître qui connaît le connaître, l'activité unifiante fondant toute unité consciente.
L'auto-éveil n'est cependant pas susceptible d'interprétation psychologique, l'identité du soi qui pense ou se reflète et du soi qui est pensé ou reflété étant réelle. L'auto-éveil est la conscience, unifiante, de l'unité transcendantale du soi, sa signification et sa possibilité ne peuvent apparaître qu'au sein d'une philosophie critique. Par cette recherche d'unification, la position de la religion n'est plus la même que dans l' Essai sur le bien : le monde de la religion se trouve unifié, englobé, avec celui de la science, dans le monde de la philosophie dont ils constituent un niveau inférieur.
Nishida complète sa réflexion avec la notion de « volonté absolue » 意志 (ishi) illustrant la réalité concrète comme une fusion de l'idéel et de l'actuel : la réflexion et la pensée sont dans l'auto-éveil des actes. Elles sont la volonté, qui précède la connaissance qui en est le résultat, mais la volonté donne surtout naissance au temps tout en le transcendant et tous les objets (passés, présents, futurs) lui sont immanents (encadré). En 1936, il précise que la position de « volonté absolue » est l'évolution de celle d'« expérience pure ».

#### La logique du lieu
« [Mon] vœu le plus cher est de lier la pensée bouddhique et l'esprit scientifique moderne grâce à la logique du lieu. »

— Kitarô Nishida, Logique prédicative

« La logique dite du lieu essaie d'élucider les rapports entre l'un et le multiple, l'absolu et le relatif, le moi et l'autre, le sujet et l'objet : elle se veut moins explicative que description des modes de la pensée, mais aussi de structure ontologique du monde, de l'histoire. »

— Frédéric Girard, Logique du lieu et expérience unitive de l'absolu
Comment la volonté absolue peut-elle correspondre à la réalité ultime dans une unification infinie ? Cette question est à l'origine du concept de « lieu » 場所 (basho), que Michel Dalissier introduit ainsi : dans la hiérarchie des niveaux de réflexion (épistémologie, phénoménologie, métaphysique, herméneutique), comment trouver et justifier celui où l'on existe, où l'on s'exprime ? L'homme n'est-il pas perdu dans cette pluralité de mondes ? Où faut-il se placer, qu'est cette place? Nishida apporte une réponse à ces questions dans une série d'essais regroupés dans De ce qui agit à ce qui voit (1923) en particulier dans celui intitulé Le lieu, relativement clair, et qui peut être considéré comme l'écrit central, fondateur de la période la plus importante de sa pensée. Nishida lui-même l'affirmera d'ailleurs en 1936 : « Dans ce dernier ouvrage je pense avoir finalement pu donner une forme logique à ma pensée ». Il précise dès le début qu'il ne faut pas assimiler cette notion de lieu avec la khôra du Timée de Platon : « Évidemment, l'espace platonicien, le lieu qui reçoit, n'est pas identique à ce que j'appelle lieu ».

« Le sujet et le prédicat doivent être pensés séparément. L'établissement d'une relation nécessite les termes de cette relation, même si le jugement exprime la relation entre les deux termes. Ceux-ci sont impensables uniquement à partir de la simple combinaison de la relation. Cette relation requiert qu'il y ait une chose qui combine. Plus encore, la relation réciproque de deux choses nécessitent un lieu dans lequel elles se situent et dans lequel elles sont en relation. »

— Kitarô Nishida, Logique prédicative
Dans ses travaux précédents, Nishida avait présenté l'union du sujet et de l'objet comme le résultat d'une unification. Dans Le lieu, cette union est localisée non pas au sens spatial mais plutôt dans le sens de l'expression française donner lieu à un événement : l'unification. L'espace lui-même doit se trouver englobé dans un lieu non spatial, le « néant oppositionnel » 述語的無 (jutsugo-teki mu) qui n'est cependant ni un champ de forces, ni un champ de conscience et il ne s'agit pas non plus de l'événement irréel, unificateur en sa vacuité, du stoïcisme. L'unification se trouve dans son lieu comme un objet se réfléchit dans un miroir, qui contient l'image mais pas l'objet. Il s'agit d'un événement topologique qui surgit d'une concrétion ontologique au sein de son lieu.
Nishida utilise pour l'unification une injonction d'« englobement  »包容 (hōyō) (il faut que A soit dans B), qu'il généralise dans cette proposition nishidienne fondamentale : « être c'est être dans quelque chose », sans quoi on ne peut distinguer le fait d'être du fait de ne pas être. Il n'y a ainsi plus d'ontologie, entièrement dissoute dans la topologie : la connaissance dépend de l’être, l'être dépend du lieu, le lieu dépend du néant. Il n'y a d'être que dans un lieu, une chose se situe dans un lieu qui l'englobe et révèle sa phénoménalité par cet englobement. À cette étape de la pensée de Nishida, le philosophème privilégié n'est donc plus l'unification, mais le lieu d'unification.
Nishida change ainsi progressivement de perspective, dans une démarche elle-même unificatrice : perspective d'abord gnoséologique (question de la connaissance), puis ontologique (avec l'être), puis topologique (définissant le lieu de la relation). L'étape suivante et finale, pour sortir de l'être et aller vers le lieu où l'être est concevable, est la « néontologie », qui introduit le concept de « néant absolu » 絶対無 (zettai mu) dont dépend le « lieu ».
Le « néant absolu » ne doit cependant pas être confondu avec le « néant oppositionnel » qui concerne l'opposition entre être et non-être, système auto-conservatif qui s'oppose à l'opposition et accueille par exemple l'ego et le non-ego, l'être et le non-être.

#### L'auto-identité contradictoire
« La réalité demande d'une part une unité dans le fond, et d'autre part, des termes qui s'opposent ou même se contredisent (...) Lorsque cette contradiction disparaît, la réalité elle-même disparaît. »

— Kitarô Nishida, Essai sur le bien
L'auto-identité contradictoire矛盾的自己同一的なる場所的論理 (mujun-teki jiko-dōitsu-teki naru basho-teki ronri) est le processus par lequel se réalise l'unification en direction « d'une unité qui ne s'atteint jamais elle-même, n'atteint jamais qu'une extrémité d'elle-même, ne coïncide jamais avec elle-même, elle qui est déjà en train de recommencer, dans son unification perpétuelle ». Elle apparaît lorsqu'au sein d'un universel, les particuliers se tiennent dans une union contradictoire les uns envers les autres et qu'une unité contradictoire prend forme.
Cette logique dialectique intervient toujours dans le cadre d'un basho qui est son lieu d'émergence en mettant les choses contradictoires en contact pour sortir de la logique abstraite de leur opposition : le présent est un basho pour le passé et le futur, et le monde historique un basho pour le sujet et le milieu. Cette logique correspond à la notion de 即 (soku) qui exprime ainsi ce rapport entre contradiction et point de contact :  « l'opposition est/n'est pas la synthèse ». Nishida refuse de comprendre le soku comme la simple fusion par opposition réciproque, qui serait la suspension de la pensée, et reprend la thèse de Dôgen et la philosophie du sôtô en présentant le soku comme une perpétuelle renaissance du sens par une unification infinie,.
L'auto-identité contradictoire est une unification perpétuelle selon une « progression » infinie, alternant deux aspects d'une réalité unique : l'opposition (négation réciproque) et l'unification (l'affirmation réciproque). L'opposition, qui présente l'aspect noématique もの (mono) comme une chose, est une conséquence nécessaire de l'unification qui la reconsidère alors comme un fait noétique こと (koto) et produit une forme. Le lieu de cette dissolution de la choséité en factualité active est celui du « véritable néant ».
Si la forme de cette loi de l'auto-identité contradictoire est une « pulsion », la conscience est alors ce qui sépare « pulsionné » et « pulsionnant » et « naît ainsi d'une union qu'elle va tout faire pour briser ». Par exemple, la pensée analyse ce qu'un besoin a unifié (le soi et l'autre) pour en abstraire un « je » et une « chose ». La pensée distingue de la même manière « temps » et « espace », « volonté » et « instinct » d'une réalité unificatrice dans un « monde qui s'en va se formant lui-même infiniment comme auto-identité contradictoire ».
Selon Nishida « Dieu » est l'absolue auto-identité contradictoire.

### Les principaux développements
« Lire Nishida (...) en se plaçant « dans » ce lieu d'écriture qu'est aussi le lieu du néant absolu, pour y parcourir cet ouvrage infini de l'unification, ne serait-ce pas commencer enfin à entendre ce que cet auteur si difficile avait à nous dire? »

— Michel Dalissier, Les deux significations de l'auto-identité contradictoire
Selon Michel Dalissier, il y aurait deux exposés dans l’œuvre de Nishida. Le premier, propédeutique, simpliste et déroutant, chercherait à paralyser la raison, à l'égarer en mettant en avant la contradiction et l'opposition dans la réalité. Le second intervient alors dans une pensée ainsi régénérée, auto-éveillée, philosophant dans une unification créatrice,.

#### Dieu et la religion
« La religion ne peut pas être simplement immanente (...) Nous devons infiniment nous transcender de l'intérieur. Cette transcendance immanente est ce qui ouvre la voie d'une nouvelle culture.
C'est au fond de nous que nous voyons la transcendance. Il s'agit probablement là d'une contradiction, mais ce fait existe en tant que ce mouvement dialectique est le véritable soi personnel. »

— Kitarô Nishida, Vision religieuse du monde - Je et tu
- Les sources

La réflexion de Nishida autour de la notion de religion est développée principalement dans deux ouvrages : Essai sur le bien (1911), au début de sa réflexion philosophique, et Vision religieuse du monde (1944), son dernier essai écrit. Elle est également approfondie dans La science expérimentale (1939). Les principaux commentateurs de la pensée de Nishida sur ce thème sont Jacynthe Tremblay, qui l'étudie principalement sous l'angle de la philosophie des religions, et Michel Dalissier sous celui de la métaphysique. Frédéric Girard en fait une analyse dans la perspective du zen dans Nishida lecteur de Bouddha ?, Keiji Nishitani, disciple et continuateur de Nishida, reprend et poursuit cette réflexion dans Qu'est-ce que la religion ? avec un appareil conceptuel plus accessible et un discours plus familier aux auditoires européens.
- Le contexte

La première voie d'approche de la pensée de Nishida par les intellectuels occidentaux est la religion, dans la perspective des rapports interreligieux, mais il ne faut cependant pas oublier que Nishida réalise un travail de philosophe, comme l'entendent les philosophes japonais de l'École de Kyōto. Il met en œuvre un rationalisme pour analyser la réalité que l'expérience religieuse est le mieux à même de saisir. Nishida, qui n'est pas un penseur religieux, utilise des concepts à connotation religieuse (chrétiens et bouddhiques) pour viser ainsi ce qui se trouve à la racine ou au-delà de la connaissance. En se situant au niveau philosophique, un travail de religion comparée pourrait alors alimenter la recherche de nouveaux paradigmes théologiques fondés sur sa pensée, et la manière dont il utilise les thèmes de la philosophie chrétienne pour illustrer sa propre pensée pourrait ainsi permettre de renouveler la conceptualité religieuse occidentale.
La théologie chrétienne fournit à Nishida une source complémentaire pour l'emprunt de vocabulaire non pour définir ses concepts mais pour les approfondir et éclairer le lecteur dans la direction de sa propre pensée philosophique. Il faut donc éviter d'établir des correspondances de concepts (Dieu, le diable, l'Amour, la religion...) sur la base d'une traduction de vocabulaire qui ne tiendrait pas compte de multiples couches de significations. Il faut en particulier éviter d'interpréter le bouddhisme selon les concepts des religions occidentales (encadré).
Contrairement à l'Occident, la culture japonaise ne contient pas de séparation nette entre philosophie et théologie, et Nishida élabore une anthropologie philosophique plutôt qu'une théologie, avec le concept de « volonté absolue » par laquelle « l'individu pénètre dans l'immédiateté de l'acte créateur qui produit l'être à partir du néant, (...) entre en contact avec la réalité infinie, avec la volonté de Dieu ». Sa pensée ne peut être réduite à l'une des religions orientales pour être ensuite comparée à une religion occidentale.
- La pensée de Nishida

Nishida utilise les concepts de « Dieu », de « Religion », d'« Amour » et de « faute originelle » pour évoquer la réalité auto-contradictoire et associe immanence et transcendance, l'un et le multiple. Il s'agit, selon son expression, d'« expliquer ce qui pense par ce qui est pensé », et Dieu représente alors l'unification ultime, la « volonté absolue ». Au-delà de ces concepts de la philosophie occidentale, il précise cepepdant que « si on cherche Dieu dans un fait du monde extérieur, on ne trouvera qu'un dieu hypothétique. La connaissance la plus profonde de Dieu se trouve chez les religieux de l'Inde antique, qui ne cherchaient Dieu que dans l'intuition intérieure. », retrouvant alors les philosophies orientales et Dôgen avec « l'attitude d'abandon du corps et du mental ». Et c'est ainsi que « la légende chrétienne est tout entière déduite de la structure dialectique de la réalité nishidienne ».
Notion de religion : la religion n'est guère envisageable par les vues de la logique objective, et il importe de partir de la logique de l'auto-identité contradictoire, autrement dit de la coïncidence dans l'altérité. La pratique de la religion n'a pas lieu grâce à un sujet de l'action qu'on érigerait ; elle ne peut être qu'un processus par lequel on convertit un tel sujet en auto-identité de contraires absolus
Dans l'Essai sur le bien, Nishida présente la religion comme le lieu de la réalisation, au-delà de l'éveil à soi, de l'expérience pure. Le religieux s'y trouve aux côtés de l'artiste et du savant (accomplissement de la volonté de soi), et de l'artiste (intuition intellectuelle par la connaissance dialectique) : « L'éveil religieux authentique n'est pas une connaissance abstraite qui se fonderait sur la pensée, ni non plus un simple sentiment aveugle. Il saisit l'unité profonde qui s'étend au fondement de la connaissance et du vouloir, autrement dit il est une sorte d'intuition intellectuelle »

« La religion du non-être oriental (...) n'est ni un idéalisme, ni un mysticisme. En termes de logique, on la qualifiera d'auto-identité entre les contraires que sont le multiple et l'un. Que le tout soit un ne signifie pas que le tout soit un dans l'indistinction. Le tout est un Un qui s'érige tel au moyen de l'auto-identité de contraires absolus. »

— Nishida Kitarô, Recueil d'études sur la philosophie
C'est ainsi que dans la théologie chrétienne la chute adamique est nécessaire à la rédemption par le Christ, comme la différenciation est nécessaire à l'unification.
Notion de Dieu : Nishida refuse la conception d'un Dieu qui serait l'« Être suprême », l'explication ultime, téléologique ou le juge moral ultime. D'autre part, un dieu immanent qui représenterait alors la « force unifiante interne de l'univers » serait imparfait, et un Dieu transcendant est en conflit avec notre raison. Le Dieu des chrétiens pourrait cependant être considéré comme une transcendance immanente puisque d'absolument transcendant, il devient immanent en s'incarnant dans le personnage de Jésus. Cependant, Nishida évoque en fait un Dieu véritablement dialectique, créateur contenant sa propre négation, réalité de ce qui naît et meurt, passage dans la vie selon la loi bouddhique de l'impermanence et de la production conditionnée.
Négation totale de tout, Dieu est l'absolument rien, mais il ne faut cependant pas interpréter la notion de néant absolu comme une ontologie qui remplacerait celle de Dieu,.
Notion d'amour et de faute originelle : Nishida s'inspire, pour élaborer une notion d'« amour », de l'agapè chrétienne, amour de Dieu immanent par son incarnation en Jésus. Le je « s'aime » en se niant soi-même, découvrant son véritable soi en se niant d'instant en instant. Sans cet « amour », le je n'existerait pas, et sans amour de soi, l'amour de l'autre serait impossible. L'amour de soi est recherche d'unité, mais l'esprit, infini, reste insatisfait, recherche une unité plus grande, et l'amour de l'autre se forme alors comme revendication d'une unité supra-individuelle.

« La concomitance de la mort absolue [la matière] et de la vie (...) doit signifier que le soi est un avec l'autre absolu, qu'il voit l'autre absolu à l'intérieur de soi et se voit dans ce dernier. La véritable concomitance de la mort et de la vie se trouve là où l'autre absolu, quoiqu'impensable, constitue le « je » en tant que « je » »

— Kitarô Nishida, Je et tu
.

#### L'art et la création artistique
« L'espace de l'art oriental n'est pas l'espace qui est en face du soi, c'est l'espace dans lequel se trouve le soi. »

— Kitarô Nishida
Nishida approfondit peu ces domaines. Peu d'essais y sont consacrés, l'essentiel étant réuni dans Art et morale (1923). Ces questions apparaissent malgré tout sous-jacentes dans sa réflexion philosophique influencée par la lecture de Konrad Fiedler. La création d'une œuvre d'art, mais aussi sa contemplation, sont un processus d'expression du monde ou vers le monde, en le créant ou en recréant l'instant et le mouvement qui ont donné vie à l’œuvre. Pour l'artiste comme pour le spectateur, cela implique la totalité de l'être humain, conformément à la vision bouddhique.
La création a lieu dans une unité dynamique de l'être et du monde, opérée par la « volonté pure » au sens du flux spontané de la vie. Le mouvement de la création est l'expression de l’œuvre, sans autre critère moral ou esthétique qui resterait extérieur au geste créatif. Ce n'est pas le beau qui est au centre de la création artistique, mais le vrai, lié au spontané du mouvement dans une unité « corps-esprit »心身 (shinjin), notion bouddhique très présente par exemple chez Dōgen. Au Japon, « l'art est surtout un cheminement, c'est l'art en tant que pratique au travers du corps. Il ne s'agit pas de l'art posé en objet. Il n'y a pas de face à face statique avec l'art ».

#### Les sciences
« La véritable création ne s'est pas produite au début du monde, mais se produit là où le présent se détermine lui-même. »

— Kitarô Nishida
- Espace et temps

L'essentiel des essais de Nishida relatifs aux sciences et disponibles en français ont été traduits et abondamment commentés par Michel Dalissier, physicien et philosophe, dans Les sciences expérimentales.
Nishida aborde les questions relatives au temps principalement dans deux ouvrages : La détermination du néant marquée par l'autoéveil (1932) et Essais de philosophie, III (1940). Jacynthe Tremblay réalise un commentaire de ces essais sous forme de philosophie comparée à partir des auteurs occidentaux cités par Nishida (Aristote, Kant, Bergson, Heidegger...), et Michel Dalissier en fait une analyse intrinsèque dans les annexes et notes très abondantes de sa traduction.
L'originalité de Nishida est de penser le temps comme une production, dans une réflexion intrinsèquement liée à celle sur l'espace. Les dimensions du temps sont, en direction de l'avenir, la production de l'auto-formation du monde historique et, en direction du passé, d'où provient la production. Le présent est l'auto-identité contradictoire de ces deux dimensions et constitue ainsi « le lieu de production où le produire est en train de passer de l'état de ce qui est produit à l'état de ce qui produit ». Nishida précise que  « cependant, parler de à partir de ce qui est produit, ce n'est pas dire à partir de ce qui est. C'est dire, à partir de ce qui est déjà rentré dans le passé, à partir de ce qui n'est plus. « Ce qui est produit » et « Ce qui produit » s'opposent au sein de l'espace historique. »
- Physique et mathématiques

Nishida souligne que la physique reste attachée à la dimension temporelle pour maintenir une simultanéité du passé et du futur dans le présent dans un englobement concret des mondes et des lieux. Au contraire, les mathématiques transcendent le temps, y compris le présent qui s'y trouve englobé de manière abstraite. À partir des concepts de sa « topologie du néant », Nishida analyse ainsi la mathématisation progressive et inéluctable de la science physique :
- Les sciences physiques réalisent l'auto-formation du monde socio-corporel par concrétisation, raréfaction, purification. C'est l'essence de l'agir, avant tout autre chose, en direction du néant.
- Les mathématiques réalisent une opération symbolico-expressive, et la conscience s'exprime par symboles, signes, figures, courbes. Il s'agit d'abord de voir quelque chose, c'est le primat de l' être.

Michel Dalissier commente ainsi cette analyse : « C'est parce qu'on s'engage ainsi, dans cet aspect de l'auto-expression, en direction du lieu de l'être et que l'on s'éloigne corrélativement du lieu du néant, tout en restant en son sein, que la temporalité fondamentale caractérisant le néant absolu est perdue » dans la formalisation mathématique.
Le monde est le point d'union de l'expérimentation physique : agir et voir s'unissent de manière auto-identiquement contradictoire, à la manière de l'intuition dans l'action. Nishida citant Bridgman, rappelle qu'une connaissance intuitive dans le langage de l'expérience quotidienne est nécessaire pour établir une correspondance entre le système physique et l'équation mathématique et conclut : « Que signifie le texte de l'équation ? Rien d'autre que l'activité de formation historique se racontant [se narrant, se récitant] elle-même dans l'auto-négation »,.
- Vie et biologie

« Je ne suis ni psychologue ni sociologue, je deviendrai chercheur de la vie. »

— Kitarô Nishida
Au début de son parcours philosophique, Nishida choisit la vie 生命 (seimei) comme concept-clé. À la fin de sa vie, le dernier essai publié est intitulé seimei, et le dernier essai écrit, Logique du lieu et vision religieuse du monde présente la vie et la religion comme indissociables dans la vision du basho.
Nishida s'inspire beaucoup de Haldane, qu'il a lu et qu'il cite à plusieurs reprises. Sa théorie physiologique lui paraît correspondre à sa logique du basho : la vie doit être saisie dans un lieu médiateur où l'organisme et le milieu s'entretiennent réciproquement. Il en reprend et développe particulièrement deux idées :
- Le milieu et l'organisme, interdépendants, sont inséparables. Ce que Nishida exprime ainsi : « La vie possède extérieurement et en même temps intérieurement l'environnement »[107].
- La vie ne peut être conçue de manière ni vitaliste ni mécaniste (encadré), l'un et l'autre point de vue ayant le tort de substantialiser ce phénomène sans en saisir la fluidité et la créativité[108]. Il s'ensuit que le critère de la vie est l'individualité, non la statistique, et qu'elle doit être en même temps comprise comme l'expression illimitée d'un tout[107].

« La notion de vie conçue par le biologiste ne peut se construire ni à partir de l'idée vitaliste selon laquelle l'organisme se conçoit comme étant susceptible d'être séparé de son milieu, ni à partir de l'idée mécaniste selon laquelle l'organisme fait partie du monde matériel. On considère alors cette notion biologique comme un mystère. Mais ce mystère est le produit de notre imagination. C'est parce qu'on réduit le monde au monde matériel mécanique que la vision biologiste paraît mystique »

— Kitarô Nishida
Nishida voit la vie comme un acte expressif, une forme 形 (katachi) : c'est « l'acte de formation par lequel le monde se détermine lui-même » et voir « voir les rapports entre structure spécifique et milieu, c'est voir la vie ». Ces rapports ou formes « constituent les articulations du réel, non pas construites par le sujet transcendantal mais comme saisies du dedans, ou plutôt vécues par le corps agissant dont l'essence se configure en elle ». Nishida adopte ainsi le concept biologique de forme, l'adapte et l'exprime en rapport avec la notion d'auto-identité contradictoire.

#### La culture, la nature, la politique
« En tant que détermination de soi du présent absolu, la culture est le contenu de la forme qui se forme (...) Je maintiens par conséquent qu'une culture réelle doit être établie religieusement et qu'une religion réelle doit être culturelle. »

— Kitarô Nishida, Logique du lieu et vision religieuse du monde
- Le contexte

L'étude des travaux de Nishida dans le domaine de la culture a été reprise en français, au-delà de la polémique autour de son engagement politique, essentiellement par Pierre Lavelle, traducteur de La culture japonaise en question, par Augustin Berque, à partir de la notion de « dépassement de la modernité », et par Bernard Stevens dans le cadre général de l'École de Kyōto.
Selon une opinion répandue au Japon à cette époque, le centre de l'histoire mondiale s'est déplacé de l'Europe vers le Japon, de ce fait investi d'une mission civilisatrice planétaire pour sortir l'humanité de l'impasse du matérialisme triomphant. Les japonais ont ainsi le sentiment d'être une nation à part, une littérature se développe autour de la notion de l'« homme japonais » et Nishida s'inscrit dans cette vision et cette littérature avec La culture japonaise en question.
« Comment la création d'une nouvelle culture mondiale fondée sur notre propre culture historique est-elle possible ? » c'est à cette interrogation que Nishida souhaite apporter une réponse puisque si l'Histoire moderne n'est pas celle du Japon, le Japon est cependant selon lui le seul capable de proposer un nouvel ordre du monde en conciliant les traits modernes, importés de l'Occident, et la tradition de l'Orient : « Synthétiser les choses et les saisir de façon simple et claire par la pratique aisée, voilà l'esprit japonais ». Cette réflexion se développera ensuite sous le terme de « dépassement de la modernité ».
Il considère (selon son formalisme philosophique) que l'héritage culturel du Japon s'est développé selon l'identité contradictoire de l'Un (le Japon) et du multiple individué (les japonais), allant de ce qui est créé (la tradition) à ce qui crée (un monde culturel nouveau).
- Culture et Nature

Cette section est une synthèse partielle de Le concept de shizen chez Nishida.
La modernité cartésienne avec l'ego transcendantal et son rapport objectifiant avec le monde, ont fait perdre à l'humanité le sentiment de l'appartenance de la conscience à la grande vie de la nature, que la tradition japonaise permet de retrouver en nous et immergeant dans la vérité naturelle de la réalité. Au contraire, l'esprit japonais se caractérise en particulier par la capacité de « mourir au soi » au sens spirituel du bouddhisme, faisant le vide en soi pour se rendre réceptif à ce qui n'est pas soi, comme dans le geste artistique pratiqué en Orient, à l'opposé de la posture occidentale : « Le moi qui se vide pour voir les choses ; le moi qui s'immerge au sein des choses ; le sans-mental et la spontanéité naturelle selon la Loi ; tel est, je crois, l'état auquel nous autres, Japonais, nous aspirons fortement ».
Pour Nishida, culture, politique, philosophie et religion sont indissociables : « La philosophie n'est pas séparée de la politique » et « une culture réelle doit être établie religieusement ».
Mais le sens religieux doit être compris dans le sens de Nishida, une sorte d'intuition intellectuelle avec la nature : ce « n'est pas une connaissance abstraite qui se fonderait sur la pensée, ni non plus un simple sentiment aveugle. Il saisit l'unité profonde qui s'étend au fondement de la connaissance et du vouloir », et « le sujet et l'environnement se déterminent l'un l'autre. Sans environnement, point de vie et sans vie, point d'environnement ».
Les termes occidentaux tels que le français « nature » ont introduit une notion que la tradition orientale ne connaissait pas : l'existence objective face au sujet humain. Pour conceptualiser sa dialectique tout en évitant la confusion due à la polysémie incertaine de cette notion en japonais, entre « spontanéité orientale » et « objectivité occidentale », Nishida utilise deux notions, proches et liées, la nature 自然 (shizen) créatrice, et le milieu 環境 (kankyō), réalité historique qui se renouvelle d'instant en instant.
- 環境 (kankyō) se rapporte à l'esprit « le milieu produit l'humain 主体 (shutai) et l'humain produit le milieu » : le présent se détermine lui-même, se nie en se dépassant, et le fait réel, en tant qu'unité dialectique, est subjectité 主体的 (shutai teki), sujet historique.
- 自然 (shizen) se situe au niveau des sciences naturelles. Source créatrice des choses 物 (mono) (chose physique, humain, fait)[n 32], acte de formation correspondant à l'« expérience pure » : « que l'on voit la chose, et que la chose soit vue vient de ce que la nature forme la chose et que la chose se forme par la nature ». Avec l'expérience pure, shizen est source de la connaissance[117].

L'intuition japonaise est modelée sur les faits plutôt que les choses physiques et Nishida évoque à ce sujet le haïku « forme de poésie typiquement japonaise (...) Le monde y est vu de façon instantanée et ponctuelle. Ce ne sont pas des choses qui y sont vues. Dans le monde historique, les choses sont des faits, et les faits, des choses ».
- Culture et politique

Dans ce contexte de l'« esprit japonais », la politique est fortement teintée de tennôcentrisme : la maison Impériale a, pour le Japon, la même signification que l'Église pour l'Europe, et la morale politique japonaise serait l'équivalent du confucianisme en Chine. L'approfondissement de la pensée bouddhique vers l'intériorité, la « quête du soi », néglige pourtant la dimension sociale de la religion, tout en plaçant la dimension intérieure de l'être comme pendant de la morale étatique, et Nishida s'inscrit dans ce mouvement. Faute d'avoir suffisamment réfléchi les liens entre état et religion, Nishida ne peut formuler une argumentation efficace pour s'opposer aux guerres nationalistes.
Selon Nishida, la politique ne se réduit pourtant pas à une technique de gouvernement, et doit inclure une dimension morale, mais en Europe ses positions lui ont valu d'être placé dans une position semblable à Martin Heidegger et Mircea Eliade, alors qu'il s'est toujours opposé sans ambiguïté au totalitarisme et à l'impérialisme :

« Je trouve léger de réduire la culture occidentale à l'individualisme : le totalitarisme prend plutôt le visage du nazisme et du fascisme. Ceux qui s'y opposent et veulent adopter un point de vue propre à notre pays parlent de Voie Impériale »

— Kitarô Nishida, La culture japonaise en question